# Kanton Saint-Laurent-du-Maroni

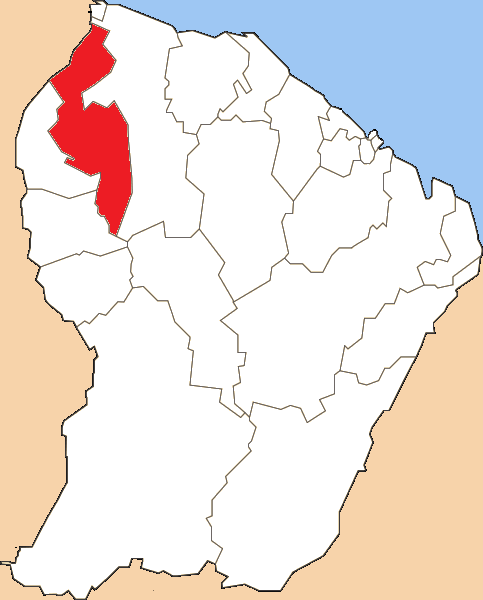
Lage des Kantons Saint-Laurent-du-Maroni im Departement Guyana

Der Kanton Saint-Laurent-du-Maroni war ein französischer Kanton in Französisch-Guayana und im Arrondissement Saint-Laurent-du-Maroni.
Der Kanton war identisch mit der Gemeinde Saint-Laurent-du-Maroni und hatte 40.597 Einwohner (2012).